# Mr. Moto Takes a Vacation
Pour plus de détails, voir Fiche technique et Distribution.
Mr. Moto Takes a Vacation est un film américain réalisé par Norman Foster, sorti en 1939.

## Fiche technique
- Titre français : Mr. Moto Takes a Vacation
- Réalisation : Norman Foster
- Scénario : Norman Foster et Philip MacDonald d'après le personnage créé par John P. Marquand
- Photographie : Charles G. Clarke
- Montage : Norman Colbert
- Société de production : 20th Century Fox
- Pays d'origine : États-Unis
- Format : Noir et blanc - 1,37:1 - Mono
- Genre : policier
- Date de sortie : 1939

## Distribution
- Peter Lorre : Monsieur Moto
- Joseph Schildkraut : Hendrik Manderson
- Lionel Atwill : Professeur Hildebrand
- Virginia Field : Eleanor Kirke
- John 'Dusty' King : Howard Stevens
- Iva Stewart (en) : Susan French
- G.P. Huntley : Archie Featherstone
- Victor Varconi : Paul Borodoff
- John Bleifer (en) : Wendling
- Honorable Wu (en) : Wong
- Morgan Wallace : David Perez
- Anthony Warde (en) : Joe Rubla
- Harry Strang (en) : O'Hara
- John Davidson : Prince Suleid
- Victor Wong : le propriétaire du restaurant